# Being Mrs Elliot
Being Mrs Elliot es una película de comedia romántica nigeriana de 2014, coproducida y dirigida por Omoni Oboli. Está protagonizada por Majid Michel, Omoni Oboli, Ayo Makun, Sylvia Oluchy y Seun Akindele. Se estrenó en el Festival de Cine de Nollywood en París el 5 de junio de 2014. Recibió 6 nominaciones en los premios Best of Nollywood Awards 2014 y también fue nominada en 9 categorías en los Golden Icons Academy Movie Awards 2014.

## Elenco
- Omoni Oboli como Lara
- Majid Michel como Bill
- Sylvia Oluchy como Nonye
- Ayo Makun como Ishawuru
- Seun Akindele como Fisayo
- Uru Eke
- Lepacious Bose como Bimpe
- Chika Chukwu
- Monica Friday

## Producción
La película se rodó en Lagos, Ekiti y Asaba. En una entrevista con la revista Encomium, Oboli declaró que espera ganar 200 millones de nairas con este proyecto.

## Recepción
La película se vio como una repetición de otras de los productores, con el mismo pprotagonista masculino de hecho. Pulse Movie Review opinó que Brother's keeper y Being Mrs Elliot tienen demasiado en común, lo que es una medida contraproducente.

## Lanzamiento
Se proyectó en el Complejo Presidencial de Nigeria con la asistencia de dignatarios, incluidos el presidente Goodluck Jonathan y el vicepresidente Namadi Sambo. Tuvo su estreno mundial el 30 de agosto de 2014 en Silverbird Galleria, Isla Victoria, Lagos y se estrenó en cines nacionales el 5 de septiembre.